# 鍋谷鐵巳
鍋谷 鐵巳（なべや てつみ、1930年（昭和5年）1月2日 - 2010年（平成22年）4月4日）は、元体操選手。

## 経歴・人物
秋田県能代市出身。能代市立渟城第二小学校、秋田県立能代中学校（後に秋田県立能代南高等学校、秋田県立能代高等学校と改称）、東京教育大学（後に筑波大学と改称）を経て、慶應義塾大学法学部政治学科に入学する。能代中学校時代、第1回国民体育大会において、中等学校男子個人総合優勝（2位は同中学後輩の小野喬）。東京教育大学在学中、第3回及び第4回全日本学生体操競技選手権大会の個人総合選手権において優勝。第5回国民体育大会、第8回国民体育大会において一般男子団体優勝。慶應義塾大学在学中、日本が戦後初めて参加した1952年ヘルシンキオリンピックに出場し、団体総合で5位入賞を果たした。日本が世界体操競技選手権に初めて参加した1954年ローマ大会では、団体総合で銀メダルを獲得した。
引退後は日本体操協会参与などを歴任する。2010年（平成22年）4月、肝臓がんのため死去した。